# Geul
A Geul (hollandul Geul; németül Göhl; franciául Gueule) egy folyó Belgium és Hollandia területén, amely a Maas egyik bal oldali mellékfolyója. Hossza körülbelül 58 kilométer, és forrása a belgiumi Eifel vidékén, Lichtenbusch közelében található, mintegy 300 méteres tengerszint feletti magasságban. Innen a folyó kelet felé halad, mielőtt délnyugatra fordulna, és Hollandia területére lépne, ahol Maastricht közelében ömlik bele a Maas folyóba.

## Fontosabb települések és látnivalók
A Geul mentén számos történelmi és turisztikai jelentőségű hely található. Holland területén áthalad például Valkenburg aan de Geul városán, amely híres középkori váráról, barlangrendszereiről és turisztikai látványosságairól. A folyó mentén számos régi vízimalom is található, amelyek közül több ma múzeumként üzemel.

## Természeti jelentősége
A Geul völgye jelentős természeti értékkel bír. A folyó és környezete számos növény- és állatfaj számára nyújt élőhelyet, és fontos része a régió vízgyűjtő rendszerének. A folyót gyakran érintik kisebb áradások, amelyek hatással vannak a környező mezőgazdasági területekre és településekre.

## Kulturális és gazdasági szerep
A Geul vize történelmileg jelentős szerepet játszott a malomiparban, és ma is hozzájárul a helyi turizmus fellendítéséhez. A térség ismert borvidék is, különösen a folyó mentén található déli lejtőkön termelt szőlőnek köszönhetően. 

## Jelentős események

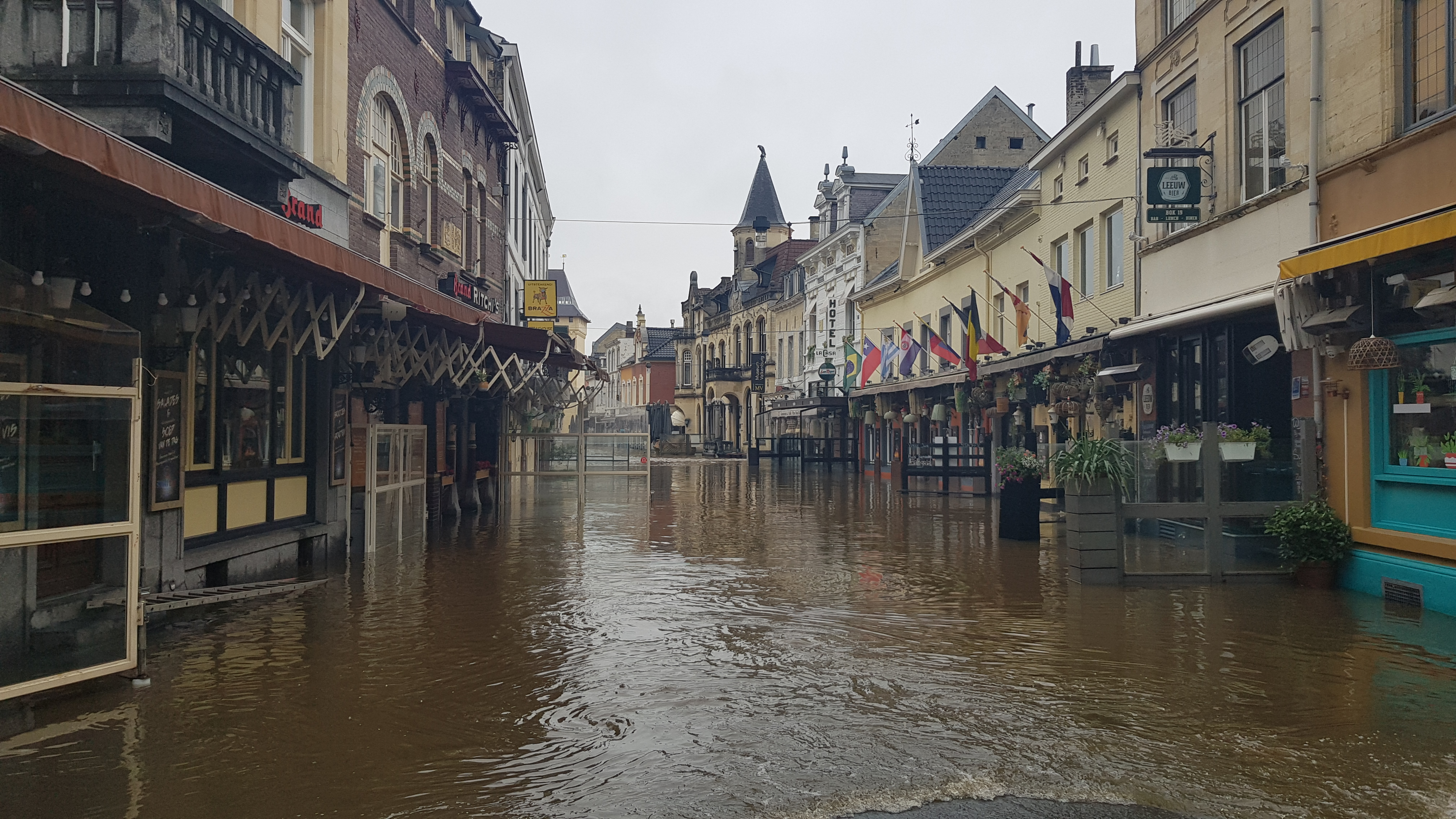
A Geul áradása Valkenburg aan de Geul belvárosában 2021-ben

A 2021-es európai árvíz idején az megáradt folyó több települést elöntött, köztük olyan népesebb, történelmi várost is, mint, Valkenburg aan de Geul.